# 宗義章
宗 義章（そう よしあや）は、対馬国府中藩14代藩主。

## 生涯
文化14年（1818年）11月26日、第13代藩主・宗義質の長男として生まれる。天保3年（1832年）12月、従四位下、右京大夫に叙位・任官された。この頃から病気がちであった父・義質の代理として藩政を執っている。天保9年（1838年）に父が死去したため、天保10年（1839年）2月2日に家督を継いで第14代藩主となり、侍従・対馬守に任官した。
しかし、家督相続から3年後の天保13年（1842年）5月29日に死去した。享年26。跡を弟で養子の義和が継いだ。
正室が長州藩主・毛利斉熙の娘であったことは、対馬府中藩の幕末に大きな影響を与えることになった。

## 系譜
- 父：宗義質（1800-1838）
- 母：喜久、寛寿院 - 前田利謙の娘
- 正室：万寿子、慈芳院 - 毛利斉熙の娘
- 側室：こま - 小野十郎兵衛の娘
- 養子
  - 男子：宗義和（1818-1890） - 実弟

## 偏諱を与えた人物
- 樋口章貞（実弟、のちの宗義和、義章亡き後はその跡を継いで藩主となる）